# Chāhū-ye Gharbī
Chāhū-ye Gharbī (persiska: چاهو شُمالی, Chāhū Shomālī, چاهو غربی, چاهو قِبلِه, چاهو شَرقی, چاهو) är en ort i Iran.   Den ligger i provinsen Hormozgan, i den södra delen av landet, 1 100 km söder om huvudstaden Teheran. Chāhū-ye Gharbī ligger 13 meter över havet och antalet invånare är 527.
Terrängen runt Chāhū-ye Gharbī är platt åt nordväst, men åt sydost är den kuperad. Havet är nära Chāhū-ye Gharbī åt nordväst. Runt Chāhū-ye Gharbī är det ganska tätbefolkat, med 60 invånare per kvadratkilometer. Närmaste större samhälle är Chāhū-ye Sharqī, 2,7 km öster om Chāhū-ye Gharbī. Trakten runt Chāhū-ye Gharbī är ofruktbar med lite eller ingen växtlighet.